# 霍山 (山西)
霍山又名霍太山、太岳山，位于中国山西省霍州市境内，并绵延洪洞、古县、沁源、灵石等县，是中国五大镇山之中镇。最高峰五龙壑海拔2540.3米，超过2000米的山峰还有老爷顶、莲花山、摩天岭等。南北走向约200公里。霍山森林公园1992年被林业部批准为国家级森林公园。

## 延伸阅读
[在维基数据编辑]
 《欽定古今圖書集成·方輿彙編·山川典·霍山部》，出自陈梦雷《古今圖書集成》